# Beit HaNassi

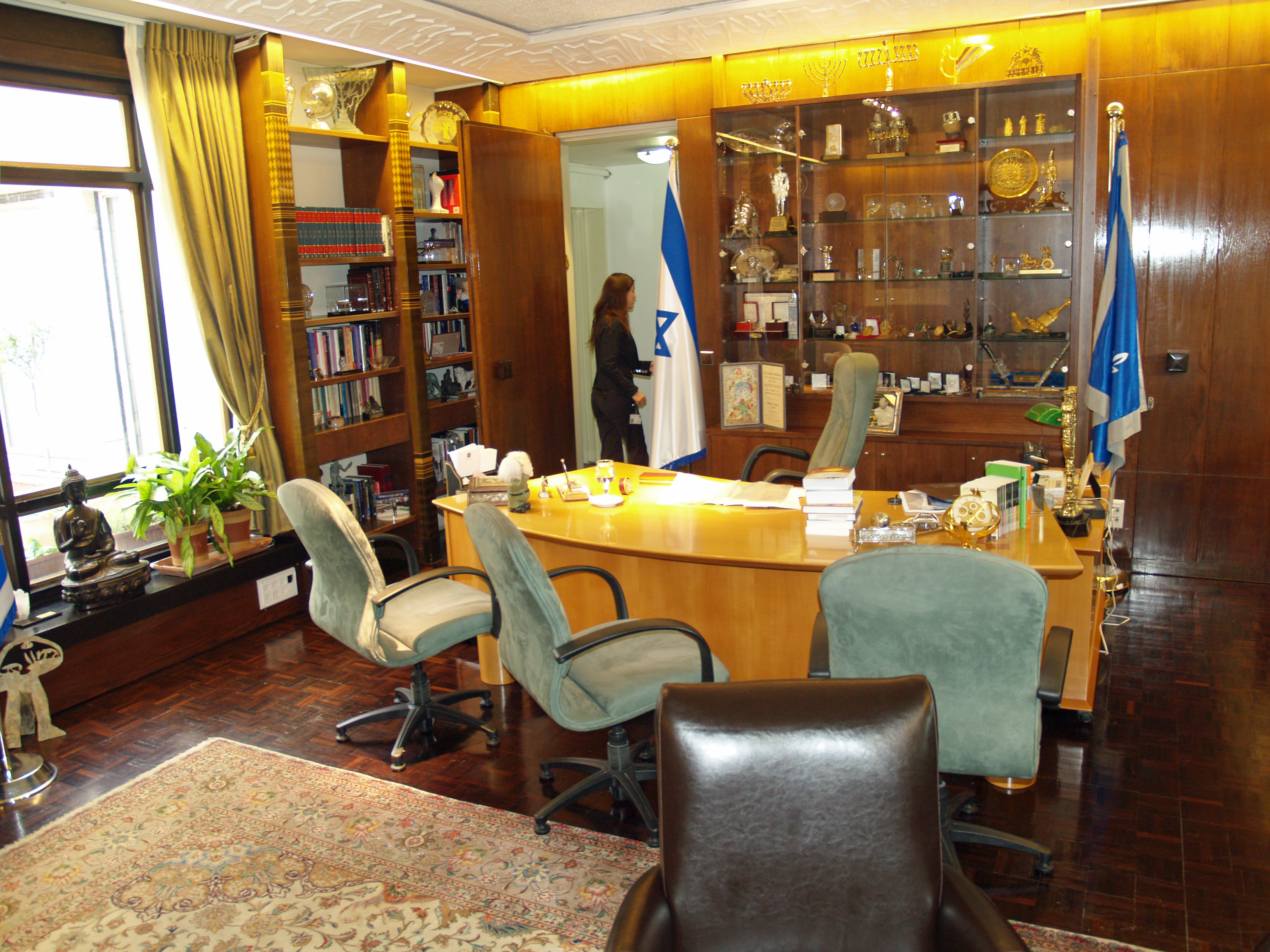
O escritório do Presidente

O Beit HaNassi (em hebraico:  בֵּית הַנָּשִׂיא)  ("Casa do Presidente"), também conhecido como Mishkan HaNassi (em hebraico:  מִשְׁכָּן הַנָּשִׂיא) é a residência oficial do Presidente de Israel. Está localizado no bairro de Talbiya, em Jerusalém. 

## História
O primeiro presidente de Israel, Chaim Weizmann, morava em sua casa particular em Rehovot. Seu sucessor, Yitzhak Ben-Zvi, morava em um apartamento modesto em Rehavia e usava uma cabana de madeira, conhecida como "tzrif", ou "cabana", como sua sala de recepção oficial. Após a morte do Presidente Ben-Zvi em 1963, o governo decidiu construir uma residência permanente para o chefe de Estado. A ideia original era incorporá-lo em um complexo de ministérios do governo, mas o terceiro presidente do estado, Zalman Shazar, que era um homem do povo, queria morar em uma área residencial e não em isolamento esplêndido, e persuade o governo.  Como resultado, eles aprovaram a construção de uma residência presidencial permanente em um terreno de 10 dunas em Talbiya.  Uma competição pelo projeto arquitetônico foi lançada em 1964 e limitada a arquitetos israelenses.  De cerca de 200 entradas, o projeto apresentado pelo arquiteto jerusalim Abba Elhanani foi selecionado.  Beit HaNassi foi inaugurado em 1971 pelo presidente Shazar.   Os desenhos sofreram duras críticas de diferentes figuras públicas. 
Durante a visita a Israel do Papa Bento XVI em 2009, o Presidente Shimon Peres inaugurou um novo costume que todos os líderes mundiais visitantes plantariam uma oliveira no jardim da paz do Beit HaNassi. 
Em outubro de 2017, uma nova e ampliada entrada foi construída no Beit Hanassi para permitir o processamento mais rápido de visitantes para grandes eventos na residência. 